# Victoria cruziana
A Victoria cruziana a tündérrózsa-virágúak (Nymphaeales) rendjébe és a tündérrózsafélék (Nymphaeaceae) családjába tartozó faj.

## Előfordulása
A Victoria cruziana előfordulási területe Dél-Amerikában, főleg Brazíliában, Argentínában és Paraguayban van.
A botanikuskertekben közkedvelt vízinövény. A rokon és közismertebb amazonasi óriás-tündérrózsával (Victoria amazonica) ellentétben hűvösebb éghajlatokon is tartható.

## Megjelenése
Valamivel kisebb, mint a híresebb rokona, de amúgy is a levelei elérik a 2 méteres átmérőt, a felhajló szélei pedig a 20 centiméteres magasságot. A bimbó a víz alatt jelenik meg, és csak a felszínre jutás után nyílik ki; a virág először fehér aztán élénk rózsaszíné válik. A 25 centiméter átmérőjű virága két napig tart. A hőtermelő virágok közé tartozik; a hő és az erős illat odacsalja a megporzásához szükséges bogarakat. A bibéit (stigma) tövises csésze védelmezi.

### Fordítás
- Ez a szócikk részben vagy egészben  a   Victoria cruziana című angol Wikipédia-szócikk ezen változatának fordításán alapul.  Az eredeti cikk szerkesztőit annak laptörténete sorolja fel. Ez a jelzés csupán a megfogalmazás eredetét és a szerzői jogokat jelzi, nem szolgál a cikkben szereplő információk forrásmegjelöléseként.